# Stampetta-híd
A Stampetta-híd (szlovén nyelven: Štampetov most, német nyelven: Stampetta-Viaduct) vasúti viadukt, Vrhnika település déli részén, Szlovéniában. Nevét a híd tervezőmérnökéről kapta. A híd teljes hossza 100,6 méter.
A Stampetta-híd eredetileg tégla- és kőszerkezetű volt, melyet 1856-ban építettek meg a Déli Vasút részeként. A második világháború alatt a híd súlyos károkat szenvedett. Először 1941-ben sérült meg a hídszerkezet, de az olasz csapatok felújították. A jugoszláv partizánok több szabotázsakciót hajtottak végre a híd ellen, többek közt 1943 októberében, 1944 júniusában és szeptemberében, hogy elvágják a német csapatok utánpótlási vonalait. A hidat 1945 és 1946 között felújították.

A jugoszláv időkben a ljubljanai Vasúti Dolgozók Túraklubja (Planinsko društvo Železničar) éves sétautakat rendeztek, melynek útvonala a Stampetta-hidat is érintette. Napjainkban a híd a szlovén A1-es autópálya fölött ível át. Az autópálya építése során a hidat megváltoztatták és az eredeti hét nyílásához további két nyílást építettek hozzá.

## Fordítás
Ez a szócikk részben vagy egészben  a   Stampetta Bridge című angol Wikipédia-szócikk ezen változatának fordításán alapul.  Az eredeti cikk szerkesztőit annak laptörténete sorolja fel. Ez a jelzés csupán a megfogalmazás eredetét és a szerzői jogokat jelzi, nem szolgál a cikkben szereplő információk forrásmegjelöléseként.